# Коллегия понтификов
Колле́гия понти́фиков (лат. Collegium Pontificum) в Древнем Риме — совет понтификов; высший жреческий институт царского и республиканского периода, возглавлявшийся верховным понтификом, который до III века до н. э. выбирался из её членов. В коллегии сосредоточивалось знание и хранение сакрального права (ius pontificium), вырабатывались правила его толкования (commentarii pontificum), велись записи юридических прецедентов и давались компетентные юридические советы.
Первоначально в коллегии было 5 понтификов, после закона Огульния 300/299 года до н. э. — 9, после Суллы — 15, после Цезаря — 16. Общей обязанностью понтификов было сохранение религиозного баланса (pax deorum), то есть видимо уделения равной степени почитания каждого бога. До закона Огульния все понтифики были патрициями. Было также 3 младших понтифика (pontifices minores), но их роль недостаточно изучена. Все жреческие коллегии древнего Рима служили тем или иным богам. Понтифики были служителями бога Януса.
История великих понтификов остановилась на римском императоре Грациане, который в 382 году отказался от этого звания, возможно, под давлением Амвросия Медиоланского. Впоследствии римский первосвященник Лев I восстановил это звание для римских епископов.